# Jan Pelczarski
Jan Pelczarski (ur. 12 kwietnia 1965 w Lipnicy Wielkiej) – polski duchowny rzymskokatolicki, józefita, od 2018 przełożony generalny Zgromadzenia Oblatów św. Józefa.

## Życiorys
W 1989 złożył wieczyste śluby zakonne. Święcenia kapłańskie przyjął 29 czerwca 1991. Od 1992 przebywał na misjach w Nigerii, był proboszczem, rektorem i ekonomem w Lagos. Od 1999 był przez krótki czas prefektem kleryków i postulantów oraz socjuszem nowicjatu w Rzymie, lecz w 2000 udał się na misje do Boliwii, był tam prefektem seminarium w La Paz i wykładowcą. 
W latach 2002–2008 przebywał w Rzymie, gdzie obronił doktorat z teologii duchowości. Od 2008 ponownie posługiwał w Boliwii jako przełożony misji i wykładowca seminarium w La Paz. 14 sierpnia 2018 został wybrany na generała zakonu józefitów.